# Engilšalk I. Hornopanonský
Engilšalk I. dle jiných zdrojů také Engelšalk I. (830? – 871) byl markrabě Panonské marky od poloviny 9. století až do své smrti při bojích proti Moravanům v roce 871.

## Život
V roce 870 byl dosazen východofranským králem Ludvíkem Němcem na stolec Velkomoravské říše, kde bojoval spolu se svým bratrem Vilémem II. Traungavským proti moravskému knížeti Slavomírovi. V těchto bojích spolu s bratrem zahynuli. Po jejich smrti je vystřídal markrabě Aribo, proti němuž vedl v letech 882-884 povstání Engilšalkův syn Engilšalk II. Toto povstání se stalo známým jako válka Vilémovců (tj. potomků Engilšalkova otce Viléma I.).
Panonskou (též známou jako Avarskou) marku ustavil na jihovýchodní hranici svého impéria r. 795 Karel Veliký k ovládnutí Avarů a po roce 820 Slovanů, kteří se do Uherské nížiny šířili. Od poloviny 9. století sloužila marka zejména k ochraně před Velkou Moravou, poté před Maďary a r. 955 byla připojena k Východní marce bavorské.